# Сатори
Сатори је јапански термин за пробуђење, који се посебно користи у зен будизму. 
У зену је сатори стање Будиног ума, чиста свест, без менталног опажања, проницање у сопствену природу будаства, суштинска мудрост (прађна). 
Сатори представља искуство које је потпуно немогуће описати или саопштити. То је остварење човека у његовој психичкој свеукупности. Ако се ово искуство може окарактерисати, било на менталној или емотивној равни, то онда није сатори. 
Махајанистичка Ланкаватара-сутра описује то као „стање у којем свест оплемењена мудрошћу захвата сопствену унутрашњу природу“. У зену се сатори често постиже медитативном концентрацијом на коан.

## Етимологија
Јапански термин сатори је еквивалент санскритском самбодхи (самобуђење).